# Nassarina penicillata
Nassarina penicillata är en snäckart som först beskrevs av Carpenter 1864.  Nassarina penicillata ingår i släktet Nassarina och familjen Columbellidae. Inga underarter finns listade i Catalogue of Life.